# 赵志宏
赵志宏（1940年—），男，汉族，山西定襄（或内蒙古巴彦淖尔盟）人，中华人民共和国政治人物，曾任内蒙古自治区人民政府副主席，中共甘肃省委副书记，中国文联副主席、书记处书记、荣誉委员。